# کادمیم آرسنید
کادمیم آرسنید (به انگلیسی: Cadmium arsenide) با فرمول شیمیایی Cd۳As۲ یک ترکیب شیمیایی است. که جرم مولی آن ۴۸۷٫۰۸ g/mol می‌باشد. شکل ظاهری این ترکیب، جامد خاکستری تیره است.